# Departamento judicial de San Isidro

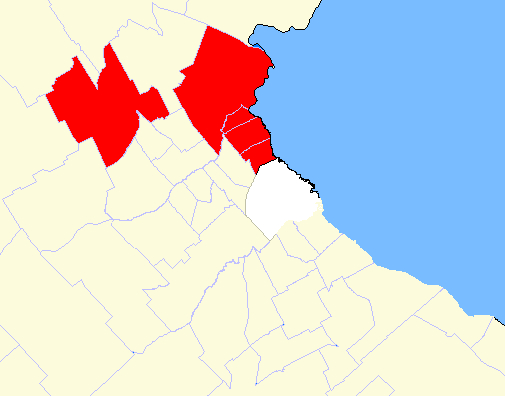
Departamento judicial de San Isidro.

El Departamento judicial de San Isidro es uno de los 20 departamentos judiciales en los que está dividida la Provincia de Buenos Aires, Argentina. 

#### Creación, competencia territorial y población
Fue creado por la ley 5827 (Orgánica del Poder Judicial) y sus modificatorias de la Provincia de Buenos Aires, art. 20.
Tiene su asiento en la Ciudad de San Isidro y tiene competencia territorial en los siguientes partidos de la Zona norte del GBA:
| Partido       | Habitantes |
| ------------- | ---------- |
| San Fernando  | 169.844    |
| San Isidro    | 293.848    |
| Pilar         | 340.189    |
| Tigre         | 422.108    |
| Vicente López | 269.705    |
| Total         | 1.495.694  |

#### Tribunales
El art. 20 inciso 2 de la ley 5827 rige su composición.-
En ella intervienen los Fuero Penal, Fuero de Familia, Fuero Civil, Fuero de Menores y Fuero Laboral.
Los tribunales se encuentran en la calle Ituzaingó 340 de la ciudad de San Isidro.
Cuenta con las siguientes oficinas:
- Cámara de apelación en lo civil y comercial
  - Sala I
  - Sala II
- Cámara de apelación y garantías en lo penal
  - Sala I
  - Sala II
- Fiscalía General
- Defensoría General
- Juzgado Civil y Comercial N.º 1
- Juzgado Civil y Comercial N.º 2
- Juzgado Civil y Comercial N.º 3
- Juzgado Civil y Comercial N.º 4
- Juzgado Civil y Comercial N.º 5
- Juzgado Civil y Comercial N.º 6
- Juzgado Civil y Comercial N.º 7
- Juzgado Civil y Comercial N.º 8
- Juzgado Civil y Comercial N.º 9
- Juzgado Civil y Comercial N.º 10
- Juzgado Civil y Comercial N.º 11
- Juzgado Civil y Comercial N.º 12
- Juzgado Civil y Comercial N.º 13
- Juzgado Civil y Comercial N.º 14
- Juzgado Civil y Comercial N.º 15
- Juzgado Civil y Comercial N.º 16
- Juzgado de ejecución penal N.º 1
- Tribunales colegiados de instancia única del fuero de familia N.º 1
- Tribunales colegiados de instancia única del fuero de familia N.º 2
- Tribunales en lo criminal N.º 1
- Tribunales en lo criminal N.º 2
- Tribunales en lo criminal N.º 3
- Tribunales en lo criminal N.º 4
- Tribunales en lo criminal N.º 5
- Tribunales en lo criminal N.º 6
- Tribunales en lo criminal N.º 7
- Juzgados de garantías N.º 1
- Juzgados de garantías N.º 2
- Juzgados de garantías N.º 3
- Juzgados de garantías N.º 4
- Juzgados de garantías N.º 5
- Juzgado de transición N.º 1
- Juzgado de transición N.º 2
- Juzgado de transición N.º 3
- Juzgado en lo correccional N.º 1
- Juzgado en lo correccional N.º 2
- Juzgado en lo correccional N.º 3
- Juzgado en lo correccional N.º 4
- Juzgado en lo correccional N.º 5
- Juzgado en lo correccional N.º 6
- Tribunales de menores N.º 1
- Tribunales de menores N.º 2
- Tribunales de menores N.º 3
- Tribunales de menores N.º 4
- Tribunales de menores N.º 5
- Tribunales de menores N.º 6
- Archivo
- Registro público de comercio
- Receptoría general de expedientes
- Asesoría pericial departamental
- Oficina de mandamientos y notificaciones de Tigre
- Biblioteca
- Delegación de administración
- Delegación de mantenimiento
- Delegación de la dirección y sanidad
- Jardín maternal
- Intendencia departamental
- Delegación informática